# Distrito de Gnjilane
Distrito de Gnjilane es uno de los siete distritos de la provincia serbia de Kosovo. Se localiza al sureste del país. La capital de la provincia es Gnjilane o Gjilani. Está subdividida en tres municipios.
El distrito de Gnjilane se llamó Kosovo Pomoravlje y abarcaba cuatro municipios: Gnjilane, Kosovo Kamenica, Vitina y Novo Brdo. Este último se incorporó al Distrito de Pristina.

## Municipios
- Gnjilane o Gjilani
- Kosovo Kamenica o Kosovska Kamenica
- Vitina

- Datos: Q1048355
- Multimedia: Gjilane District / Q1048355